# EBITDA
Az EBITDA egy pénzügyi mutatószám, az angol nyelvű kifejezés, earnings before interest, taxes, depreciation and amortization rövidítése. Magyar jelentése: kamatok, adózás és értékcsökkenési leírás előtti eredmény. Összege nagyobb, mint az EBIT („earnings before interest and taxes”, vagyis: kamatok és adók levonása előtti eredmény) értéke.
A vállalat aktuális üzleti eredményességét tükrözi, mivel független attól, hogy milyen annak tőkeszerkezete (kamatot fizet-e, vagy osztalékot); hogy veszteséges vagy nyereséges-e az adott vagy a megelőző években (az adó változhat a nyereségből leírható előző években felhalmozott veszteségek miatt); és hogy mennyit költött beruházásokra a múltban (értékcsökkenési leírás).
Az EBITDA nem hivatalos eredménykategória, nincs rá definíció sem a magyar számviteli törvényben, sem a Nemzetközi Pénzügyi Beszámolási Szabványokban (IFRS), sem az amerikai számviteli előírásokban (US GAAP). EBITDA a Magyar Számviteli Standard alapján összeállított eredménykimutatásból kiszámítható, hogy az Üzemi tevékenység eredményéhez (ami az EBIT) hozzáadjuk az Értékcsökkenési leírás (amortizáció) összegét.
Az üzemi eredmény értékéhez a bevétel és a költségek számbavétele során a költségek között az éves értékcsökkenési leírást is elszámoljuk. Mivel ez a vállalat jövőbeni fejlesztési forrásait gyarapíthatja, az eredmény mellett ez is a vállalati vagyon része lehet. Ebből az okból számítjuk az EBITDA-t, amelyben a korábban levont értékcsökkenést hozzáadjuk az üzemi eredmény értékéhez. A mutató használatának további előnye, hogy miután az értékcsökkenési leírás értékét az üzemi eredményhez „visszaadjuk”, a mutató a különböző tárgyi eszköz-igényességű iparágak esetén jobb összehasonlítási lehetőséget nyújt, illetve kiszűri az egyes vállalatok által alkalmazott eltérő értékcsökkenési leírási módokból eredő különbségeket. Az EBITDA és EBIT mutatókat gyakran használja a nemzetközi szakirodalom iparági elemzéseknél (pl. Demailly-Quirion, 2008), Chari-Gupta, 2008).